# 9930 Біллбарровс
9930 Біллбарровс (9930 Billburrows) — астероїд головного поясу, відкритий 5 лютого 1984 року.
Тіссеранів параметр щодо Юпітера — 3,485.